# Argandea
Argandea va ser rei de Sumer, quan aquest país depenia de la segona dinastia d'Uruk. L'esmenta la llista de reis sumeris com a successor de Lugal-kinixe-dudu i com el darrer rei de la dinastia, i diu que va governar durant set anys. Després d'ell,el govern del territori va passar a Nani d'Ur.